# Miguel Alemán, Hermosillo
Miguel Alemán är en ort i Mexiko.   Den ligger i kommunen Hermosillo och delstaten Sonora, i den nordvästra delen av landet, 1 600 km nordväst om huvudstaden Mexico City. Miguel Alemán ligger 65 meter över havet och antalet invånare är 30 869.
Terrängen runt Miguel Alemán är platt. Runt Miguel Alemán är det ganska glesbefolkat, med 45 invånare per kvadratkilometer. Miguel Alemán är det största samhället i trakten. Omgivningarna runt Miguel Alemán är i huvudsak ett öppet busklandskap.